# Iraty Sport Club
Maillots
L'Iraty Sport Club, également connu sous le nom d'Iraty SC ou d'Iraty, et plus couramment abrégé en ISC, est un club brésilien de football fondé en 1914 et basé dans la ville d'Irati, dans l'État du Paraná.
Le club joue ses matchs à domicile au Stade Coronel Emílio Gomes, et joue actuellement dans le championnat du Paraná.

## Histoire
Le club est fondé le 21 avril 1914 par un groupe de sportifs dirigé par Antônio Xavier da Silveira.
Il est l'un des plus vieux clubs de l'état du Paraná, et dispute son premier match contre le Clube Atlético Imbituvense (victoire 3-0).
Le 1er mai 2002, le club remporte son premier trophée majeur, à savoir le Championnat du Paraná, et dispute donc la Coupe du Brésil lors de la saison suivante.

## Palmarès
| Compétitions nationales |
| --- |
| - Championnat du Paraná (1) : - Champion : 2002. - Championnat du Paraná de deuxième division (1) : - Champion : 1993. - Vice-champion : 2000. |

## Personnalités du club

### Présidents
- Sergio Luiz Malucelli
- Marcos Antônio Marques
- Odair Sérgio Marochi Filho[3]
- Bruno Andrade Navega

### Entraîneurs
| - Lívio Vieira (? - 2001) - Ivair (2001) - Lívio Vieira (2001) - Val de Mello (2001 - 2003) - Mano Menezes (2003) - Gilberto Pereira (2003) | - Paulo Campos (2004) - Freddy Rincón (2006) - Val de Mello (2006 - 2007) - Gilberto Pereira (2007 - ?) - Antônio Lopes Júnior (2007 - 2008) - Paulo Campos (2009) | - Gilberto Pereira (2009) - Jaime de Almeida (2009 - ?) - Wagner Oliveira (2019 - ?) - Play Freitas - Marcelo Buarque |